# Dara Sbano
Dara Sbano (Sevilha, 6 de novembro de 1975) é uma personagem da telenovela Explode Coração exibida originalmente no Brasil de 6 de novembro de 1995 a 4 de maio de 1996. A personagem foi interpretada pela atriz Tereza Seiblitz.

## História de Dara

### Primeira fase
A bela e romântica cigana Dara nasceu na cidade espanhola de Sevilha, mas ainda bebê deixa a Espanha para morar com seus pais no Rio de Janeiro.
Antes de irem para o Brasil, seus pais, Lola (Eliane Giardini) e Jairo (Paulo José), tinham prometido para Pepe (Stênio Garcia) a mão da filha para ela se casar com o cigano Igor (Ricardo Macchi).

### Segunda fase
Para uma cigana, Dara era uma pessoa moderna, estudava escondido dos pais e não queria ficar presa às tradições ciganas, mas se orgulhava de quem era.
Ao saber que iria se casar com Igor, Dara resolve entrar numa sala de bate-papo na internet, para desabafar e acaba conhecendo o poderoso Júlio Falcão e acaba-se apaixonando por ele.
Apesar de Dara se casar com Igor, ela fica grávida de Júlio, antes de se casar.[carece de fontes?]

### Final da personagem
Após o nascimento do filho de Dara, Igor leva Dara e a criança ao encontro de Júlio Falcão, e o cigano parte para sempre.

## Cultura popular
- A personagem Dara fez um enorme sucesso com o público infantil.[6]
- A beleza rústica de Dara fez sucesso com suas sobrancelhas grossas e batom vinho/vermelho; a cigana conquistou o Brasil.[7]
- A personagem ajudou o nome "Dara" a se popularizar no Brasil, enquanto na década de 80 só 163 "Daras", nos anos anos 90 esse número passou a ser 7648.[8]